# Lijst van voetbalinterlands Algerije - Namibië (vrouwen)
Deze lijst van voetbalinterlands is een overzicht van alle officiële voetbalinterlands tussen de nationale vrouwenteams van Algerije en Namibië. De landen hebben tot nu toe twee keer tegen elkaar gespeeld. 

## Wedstrijden
| № | Plaats   | Datum          | Competitie        | Wedstrijd          | Uitslag |
| - | -------- | -------------- | ----------------- | ------------------ | ------- |
| 1 | Windhoek | 1 oktober 2014 | Vriendschappelijk | Namibië − Algerije | 2 − 1   |
| 2 | Windhoek | 4 oktober 2014 | Vriendschappelijk | Namibië − Algerije | 3 − 1   |

## Samenvatting
| Competitie        | Totaal gespeeld | Winst Algerije | Gelijk | Winst Namibië | Doelsaldo Algerije – Namibië |
| ----------------- | --------------- | -------------- | ------ | ------------- | ---------------------------- |
| Vriendschappelijk | 2               | 0              | 0      | 2             | 2 − 5                        |
| Totaal            | 2               | 0              | 0      | 2             | 2 − 5                        |